# Rissoa violacea
Rissoa violacea is een slakkensoort uit de familie van de Rissoidae. De wetenschappelijke naam van de soort is voor het eerst geldig gepubliceerd in 1814 door Desmarest.